# Lithostege assinata
Lithostege assinata là một loài bướm đêm trong họ Geometridae.